# 砂川サービスエリア
砂川サービスエリア（すながわサービスエリア）は、北海道砂川市にある道央自動車道のサービスエリアである。日本国内最北のサービスエリア、高速道路の有人休憩施設となっている。
この項目では、エリア内に設置されている砂川石山バスストップ（すながわいしやまバスストップ）と砂川SAスマートインターチェンジ（すながわサービスエリアスマートインターチェンジ）についても記載する。

## 歴史
- 1988年（昭和63年）10月8日：美唄IC - 滝川IC間の開通に伴いサービスエリアが開業[1]。
- 1991年（平成3年）4月26日：北海道内初で日本国内でも2番目となるハイウェイオアシス（砂川ハイウェイオアシス）が開業[2][3]。
- 2015年（平成27年）8月8日：北海道内で2番目となるスマートIC（砂川SAスマートインターチェンジ）が供用開始[4][5]。
- 2018年（平成30年）12月：IC番号を「7-1」から「40」に変更[注 1]。

## 施設

### 上り線（札幌方面）
- 管理：ネクスコ東日本エリアトラクト[8]
- 運営：ネクスコ東日本リテイル[9]
- 駐車場[9]
  - 大型：23台
  - 小型：86台
  - 身障者用
    - 小型：1台
- トイレ[9]
  - 男性：大6（和式1・洋式5）・小7（オストメイト対応トイレ有）[10]
  - 女性：20（和式1・洋式19）オストメイト対応トイレ有[10]
  - 身障者用トイレ
    - 共用：1
- ハイウェイショップ（4 - 11月：8:00 - 20:00・12 - 3月：9:00 - 19:00）[9]
  - フードコート
  - ショッピングコーナー
- ガソリンスタンド（ENEOS（北海道エネルギー） 8:00 - 20:00）
- 給電スタンド（6:00 - 22:00、砂川ハイウェイオアシス内に設置）[9]
- 喫煙所[9]
- 自動販売機（24時間）[9]
- E-NEXCO Wi-Fi SPOT[9]
- 自動体外式除細動器（AED）[9]
- ハイウェイ情報ターミナル[9]
- 車椅子無料貸し出し（4 - 11月：7:00 - 21:00・12 - 3月：9:00 - 19:00）[9]
- ハイウェイスタンプ（24時間）[9]
- スマートIC（6:00 - 22:00）[9]
  - 入口利用の場合、ガソリンスタンドのみ利用可能
  - 出口利用の場合、全ての施設が利用可能

### 下り線（旭川方面）
- 管理：ネクスコ東日本エリアトラクト[8]
- 運営：ネクスコ東日本リテイル[11]
- 駐車場[11]
  - 大型：23台
  - 小型：86台
  - 身障者用
    - 小型：1台
- トイレ[11]
  - 男性：大6（和式1・洋式5）・小7（オストメイト対応トイレ有）[10]
  - 女性：20（和式1・洋式19）オストメイト対応トイレ有[10]
  - 身障者用
    - 共用：1
- ハイウェイショップ（4 - 11月：7:00 - 19:00・12 - 3月：9:00 - 19:00）[11]
  - フードコート
  - ショッピングコーナー
- ガソリンスタンド（ENEOS（北海道エネルギー） 8:00 - 20:00）
- 給電スタンド（6:00 - 22:00、砂川ハイウェイオアシス内に設置）[11]
- 喫煙所[11]
- 自動販売機[11]
- E-NEXCO Wi-Fi SPOT[11]
- 自動体外式除細動器（AED）[11]
- ハイウェイ情報ターミナル[11]
- 車椅子無料貸し出し（4 - 11月：7:00 - 21:00・12 - 3月：9:00 - 19:00）[11]
- ハイウェイスタンプ（24時間）[11]
- スマートIC（6:00 - 22:00）[11]
  - 入口利用の場合、全ての施設が利用可能
  - 出口利用の場合、全ての施設が利用不可能

## 砂川石山バスストップ
2024年（令和6年）4月1日現在。
すべて北海道中央バスによる運行で、共同運行路線は個別に事業者を示す。通行止め等で一般道へ迂回する場合は国道12号の「空知工場前」停留所に代替停車する。

### 下り線（滝川・旭川方面）
- 高速るもい号 留萌市方面
  - 路線詳細は北海道中央バス滝川営業所を参照。
- 高速あさひかわ号 旭川市方面（道北バス、ジェイ・アール北海道バス）
  - 路線詳細は北海道中央バス旭川営業所または共同運行会社記事を参照。
- 高速ふらの号 富良野市方面
- 高速なよろ号 名寄市方面（道北バス）
  - 以上の路線詳細は北海道中央バス札幌北営業所または共同運行会社記事を参照。

### 上り線（札幌方面）
- 下り線に停車する各路線 札幌市方面（一部は降車専用）

## 砂川ハイウェイオアシス
1991年（平成3年）4月29日オープン。道立都市公園北海道子どもの国敷地内にあり、運営は砂川ハイウェイオアシス管理株式会社で、北海道中央バス・泰進建設・北星・極東建設・松尾羊肉(現・マツオ)の5社共同出資で設立されたが、その後2017年時点では中央バスが75%・泰進建設が25%を出資する形としている。
上下線ともに乗り入れ可能であり、高速道路でUターンができる施設となっている。そのため、上り線（札幌方向）サービスエリア側出入りにはチェックゲート（検札）があり、いったん停止して通行券を係員に渡す必要がある（ETCは無線通信によりチェックを受けるが、スマートインターチェンジのようにETC装着車もいったん停止が必要とされる）。ETC車の場合は無線通信によってカードに「オアシス経由」のデータが書き込まれ、ETC車以外は通行券にチェック印が押印される。Uターンした場合、最終的な距離及び料金は「入口〜砂川ハイウェイオアシス〜出口」の合算となる。建物は鉄筋2階建て延床面積6137平米で南欧の宮殿を模したデザインとなっている。利用時間が決まっており、夏期（4月1日から11月30日まで）は7:00 - 23:00、冬期（12月1日から3月31日まで）は9:00 - 18:00となっている。
一般道路からアクセスする場合は、子どもの国駐車場を使用する。

### 砂川ハイウェイオアシス館
- ショップ（5月 - 9月・9:00 - 19:00、10月・9:00 - 18:00、11月 - 4月・9:00 - 17:00）
  - 北菓楼
  - オアシスプラザ
  - 神内ファーム21
  - ファーマーズカフェ空の森
  - オアシスの果実
  - そらいちマーケット
- レストラン
  - 森の食卓ミングル（夏季11:00 - 19:00、冬季11:00 - 17:00）
  - 以前はレストラン・ショップとも総営業面積の約2/3を株式会社マツオ（松尾ジンギスカン）が運営していたが、2017年をもって完全撤退した。現在は「森の食卓ミングル」の営業場所を株式会社ノースグラフィックが、そらいちマーケット・「オアシスプラザ」各営業場所は北海道中央バスの関連会社である砂川ハイウェイオアシス観光が運営している。
- 砂川市ふるさと活性化プラザ（多目的ホール）（利用時間・夏季9:00 - 19:00、冬季9:00 - 17:00、休館日1月1日）

## 砂川SAスマートインターチェンジ
砂川市では2004年度からスマートIC設置に向けて検討してきた。2013年（平成25年）3月、市は東日本高速道路、日本高速道路保有・債務返済機構に実施計画書を提出。同年5月に国土交通大臣へ高速自動車国道と市道との連結許可申請書を提出し、同年6月に連結許可された。
なお、スマートICから砂川ハイウェイオアシスに入り、同じスマートICから出ることはできない。
- 運用時間 : 6:00 - 22:00
- 対象車種 : ETC車載器を搭載した全車種（全長12.0m以下）
- 利用方向 : 全方向（フルインターチェンジ）

### 周辺
- 道央砂川工業団地 - ICから約1km[19]。
- ソメスサドル砂川工場&オフィス
- 北菓楼砂川本店
- ホリ本社

### 接続する道路
- 直接接続
  - 市道砂川SAスマートインター線

- 間接接続
  - 北海道道1027号砂川歌志内線
  - 北海道道1130号砂川奈井江美唄線
  - 国道12号

## 隣
E5 道央自動車道
(39) 奈井江砂川IC - (40) 砂川SA/スマートIC - (41) 滝川IC